# Cadran équatorial

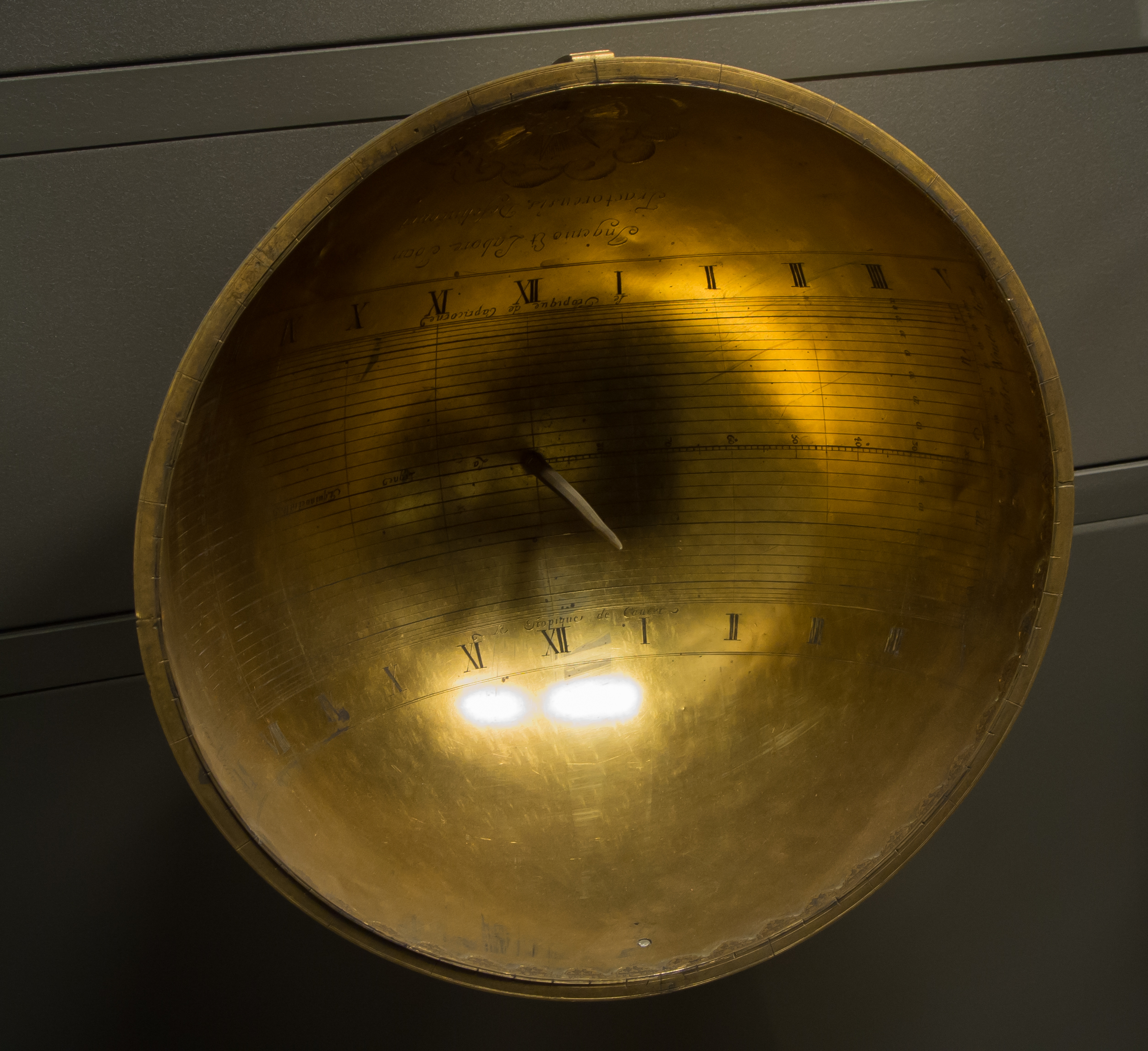
Cadran Équatorial au Musée des Arts et Métiers, Paris.

Un cadran équatorial, parfois appelé cadran équinoxial, est un cadran solaire horaire dont la table se situe dans un plan parallèle à celui de l'équateur terrestre, d'où son nom. Son style, perpendiculaire à la table du cadran et placé dans le plan du méridien local, est parallèle à l'axe de la Terre (pôle Nord-pôle Sud) et se trouve donc incliné par rapport au plan horizontal d'un angle égal à la latitude du lieu .
C'est le type de cadran le plus simple à construire et à comprendre. Il fonctionne comme un globe terrestre en miniature, faisant un tour sur lui-même en 24 heures, à l'écart dû au rayon terrestre près, qui est négligeable eu égard à la distance Terre-Soleil. Il s'ensuit que les lignes horaires sont équidistantes de 15°, la ligne de midi étant celle de plus grande pente, dans le plan du méridien. Sa principale caractéristique est que la lecture de l'heure se fait sur une face de la table entre l'équinoxe de printemps et celui d'automne et sur l'autre face l'autre moitié de l'année. Un inconvénient est que les rayons du soleil arrivent exactement dans le plan de la table les jours des équinoxes. On peut faciliter la lecture en remplaçant la table par un demi-cylindre perpendiculaire à celle-ci, ce qui le transforme en cadran armillaire.
Il peut fonctionner sous toutes les latitudes, à condition de modifier son inclinaison qui doit être réglable. Placé à l'équateur, il devient un cadran vertical dont une face fonctionne six mois et l'autre face les six autres mois. Placé aux pôles, il devient un cadran horizontal qui donne l'heure seulement pendant les six mois du jour polaire.
Le cadran équatorial permet une correction très facile des écarts horaires dus à l'équation du temps, à une différence de longitude ou aux passages heure d'hiver/heure d'été : il suffit de tourner la table du cadran autour du style de l'angle voulu, par exemple 15° pour un décalage d'une heure.